# Грюнберг, Роза
Роза Грюнберг (швед. Rosa Grünberg, 4 января 1878 — 11 апреля 1960) — шведская актриса и оперная певица (сопрано).

## Биография
Роза Грюнберг родилась в Стокгольме в 1878 г.
Её дебют состоялся в 1898 г. в Шведском театре в Гельсингфорсе в пьесе Bröllopet på Ulvåsa («Свадьба в Ульвосе»).
До 1915 г. Роза работала в театрах, принадлежавших Альберту Ранфту: в Vasateatern, в 1902—1904 гг. в передвижной оперной труппе, в 1904—1906 гг. — в Operett-teatern, в 1906—1914 гг. — в Oscarsteatern в Стокгольме.
В 1914 г. она дебютировала в Королевской опере в опере «Тоска» Пуччини. Она также исполняла роль Мимозы-сан в «Гейше», Розалинду в «Летучей мыши» и Анжель в «Графе Люксембурге». Роза исполняла популярные песни для звукозаписывающих компаний Gramophone, Favorite и Lyrophon. В период 1908—1911 гг. она снялась в нескольких короткометражных фильмах.
Когда кронпринцесса Маргарита Коннаутская отправилась с визитом в Великобританию, ходили слух, что Густав VI Адольф имел с Розой любовные отношения.
В 1918 г. Роза вышла замуж за Ингве Шёстедта, профессора энтомологии Шведского музея естественной истории, и навсегда покинула сцену, перейдя на работу преподавательницей пения.
Скончалась в 1960 г., похоронена рядом с мужем.

## Фильмография
- Amerikaminnen (1908)
- Skilda tiders danser (1909)